# Coniopteryx esbenpeterseni
Coniopteryx esbenpeterseni är en insektsart som beskrevs av Bo Tjeder 1930. Coniopteryx esbenpeterseni ingår i släktet Coniopteryx och familjen vaxsländor. Arten är reproducerande i Sverige. Inga underarter finns listade i Catalogue of Life.